# Lilian Heinz
Lilian Heinz, född 26 juni 1935, är en argentinsk friidrottare. Hon deltog vid olympiska sommarspelen 1952.